# Sukasono
Sukasono is een bestuurslaag in het regentschap Garut van de provincie West-Java, Indonesië. Sukasono telt 6349 inwoners (volkstelling 2010).